# Німсгушайд
Німсгушайд (нім. Nimshuscheid) — громада в Німеччині, розташована в землі Рейнланд-Пфальц. Входить до складу району Бітбург-Прюм. Складова частина об'єднання громад Прюм.
Площа — 5,06 км2. Населення становить 273 ос. (станом на 31 грудня 2020).